# Tornei di tennis femminili nel 1909
Prima della nascita del WTA Tour, ossia l'apertura alle tenniste professioniste dei tornei che prima di quell'anno erano riservati alle tenniste dilettanti, tutti gli eventi più importanti erano amatoriali, tra questi c'erano i tornei del Grande Slam: gli Australasian Championships, il Campionato francese di tennis, il Torneo di Wimbledon e gli U.S. National Championships.

## Gennaio
Nessun evento

## Febbraio
Nessun evento

## Marzo
Nessun evento

## Aprile
Nessun evento

## Maggio
| Settimana | Torneo                                                                              | Vincitore                     | Finalista | Semifinalisti | Eliminati ai quarti |
| --------- | ----------------------------------------------------------------------------------- | ----------------------------- | --------- | ------------- | ------------------- |
| maggio    | Campionato francese di tennis 1909 Bordeaux, Francia Terra rossa Singolare - Doppio | Jeanne Matthey 10–8, 6–4      | . Gallay  |               |                     |
| maggio    | Campionato francese di tennis 1909 Bordeaux, Francia Terra rossa Singolare - Doppio | Jeanne Matthey Daisy Speranza |           |               |                     |

## Giugno
| Settimana | Torneo                                                                   | Vincitore                            | Finalista                  | Semifinalisti | Eliminati ai quarti |
| --------- | ------------------------------------------------------------------------ | ------------------------------------ | -------------------------- | ------------- | ------------------- |
| 12 giugno | Kent Championships 1909 Beckenham, Gran Bretagna Singolare - Doppio      | Dora Boothby 6-4 6-4                 | Agnes Morton               |               |                     |
| 12 giugno | Kent Championships 1909 Beckenham, Gran Bretagna Singolare - Doppio      |                                      |                            |               |                     |
| 12 giugno | Kent Championships 1909 Beckenham, Gran Bretagna Singolare - Doppio      | Doppio misto: Torneo non terminato   |                            |               |                     |
| 26 giugno | U.S. National Championships 1909 Filadelfia, USA Erba Singolare - Doppio | Hazel Hotchkiss 6-0, 6-1             | Maud Barger-Wallach        |               |                     |
| 26 giugno | U.S. National Championships 1909 Filadelfia, USA Erba Singolare - Doppio | Hazel Hotchkiss Edith Rotch 6-1, 6-1 | Dorothy Green Louise Moyes |               |                     |

## Luglio
| Settimana | Torneo                                                           | Vincitore                  | Finalista    | Semifinalisti | Eliminati ai quarti |
| --------- | ---------------------------------------------------------------- | -------------------------- | ------------ | ------------- | ------------------- |
| 5 luglio  | Torneo di Wimbledon 1909 Londra, Gran Bretagna Erba Singolare    | Dora Boothby 6-4, 4-6, 8-6 | Agnes Morton |               |                     |
| 5 luglio  | Torneo di Wimbledon 1909 Londra, Gran Bretagna Erba Singolare    |                            |              |               |                     |
| 29 luglio | Oregon State Championships 1909 Portland, USA Singolare - Doppio | Hazel Hotchkiss            |              |               |                     |
| 29 luglio | Oregon State Championships 1909 Portland, USA Singolare - Doppio |                            |              |               |                     |

## Agosto
| Settimana | Torneo                                                                    | Vincitore                                           | Finalista                     | Semifinalisti | Eliminati ai quarti |
| --------- | ------------------------------------------------------------------------- | --------------------------------------------------- | ----------------------------- | ------------- | ------------------- |
| 23 agosto | Niagara International 1909 Niagara-on-the-Lake, Canada Singolare - Doppio | May Sutton 6-3 6-3                                  | Edith Hannam                  |               |                     |
| 23 agosto | Niagara International 1909 Niagara-on-the-Lake, Canada Singolare - Doppio | Edith Hannam Miriam Steever 6-1 6-4                 | May Sutton Carrie Neely       |               |                     |
| 23 agosto | Niagara International 1909 Niagara-on-the-Lake, Canada Singolare - Doppio | Doppio misto: Edith Hannam Robert Baird 6-3 2-6 6-2 | May Sutton Simpson Sinasbaugh |               |                     |

## Settembre
Nessun evento

## Ottobre
| Settimana | Torneo                                                                             | Vincitore                                                | Finalista                     | Semifinalisti | Eliminati ai quarti |
| --------- | ---------------------------------------------------------------------------------- | -------------------------------------------------------- | ----------------------------- | ------------- | ------------------- |
| 9 ottobre | Welsh Covered Court Championships 1909 Llandudno, Gran Bretagna Singolare - Doppio | Mabel Parton 6-2 4-6 6-2                                 | Mrs R. Welsh                  |               |                     |
| 9 ottobre | Welsh Covered Court Championships 1909 Llandudno, Gran Bretagna Singolare - Doppio |                                                          |                               |               |                     |
| 9 ottobre | Welsh Covered Court Championships 1909 Llandudno, Gran Bretagna Singolare - Doppio | Doppio misto: Mabel Parton Theodore Mavrogordato 6-2 6-3 | Mrs Lushington George Caridia |               |                     |

## Novembre
Nessun evento

## Dicembre
| Settimana   | Torneo                                                                    | Vincitore                                        | Finalista                      | Semifinalisti | Eliminati ai quarti |
| ----------- | ------------------------------------------------------------------------- | ------------------------------------------------ | ------------------------------ | ------------- | ------------------- |
| 27 dicembre | New Zealand Championships 1909 Auckland, Nuova Zelanda Singolare - Doppio | Lucy Powdrell 6-2 6-2                            | Kate Nunneley                  |               |                     |
| 27 dicembre | New Zealand Championships 1909 Auckland, Nuova Zelanda Singolare - Doppio | Annie Gray Lucy Powdrell 6-2 6-3                 | Miss Braithwaite Kate Nunneley |               |                     |
| 27 dicembre | New Zealand Championships 1909 Auckland, Nuova Zelanda Singolare - Doppio | Doppio misto: Kate Nunneley Tony Wilding 6-3 6-2 | G Bray Dr Keith                |               |                     |

## Senza data
| Settimana | Torneo                                                              | Vincitore           | Finalista                 | Semifinalisti | Eliminati ai quarti |
| --------- | ------------------------------------------------------------------- | ------------------- | ------------------------- | ------------- | ------------------- |
|           | Engadine Championships 1909 St. Moritz, Svizzera Singolare - Doppio | Frau Paula Gusserow | non conosciuta (bandiera) |               |                     |
|           | Engadine Championships 1909 St. Moritz, Svizzera Singolare - Doppio |                     |                           |               |                     |